# CONELRAD

Logotipo de CONELRAD

CONELRAD (Control de Radiación Electromagnética, en inglés CONTROL OF ELECTROMAGNETIC RADIATION) es un método antiguo de radiodifusión de emergencia al público, en los Estados Unidos en caso de ataque enemigo durante la Guerra Fría. La idea era permitir la transmisión continua de información relativa a la defensa civil al público mediante estaciones de radio o televisión, al tiempo que se cambiaban rápidamente las emisoras para hacer que las emisiones no pudieran ser rastreadas por los bombarderos soviéticos que podrían seguirlas y utilizarlas como ayudas a la navegación (tal y como se hizo durante la Segunda Guerra Mundial, cuando las estaciones de radio alemanas, basadas en o cerca de ciudades, fueron utilizadas como balizas por los pilotos de los bombarderos).
El presidente de los Estados Unidos, Harry S. Truman, creó CONELRAD en 1951. Después de que el desarrollo de misiles balísticos intercontinentales redujese la probabilidad de un ataque mediante bombarderos, el sistema CONELRAD fue reemplazado por el Emergency Broadcast System (EBS) el 5 de agosto de 1963 y posteriormente por el Sistema de Alerta (EAS) el 1 de enero de 1997; Todos ellos han sido administrados por la Comisión Federal de Comunicaciones (FCC).
A diferencia de EBS y EAS, CONELRAD nunca fue pensado para ser utilizado en emergencias civiles tales como clima severo o desastres naturales(caso, por ejemplo, de huracanes).

## Historia

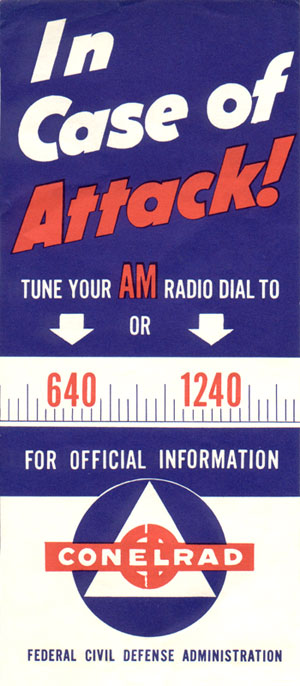
Póster de la Guerra fría

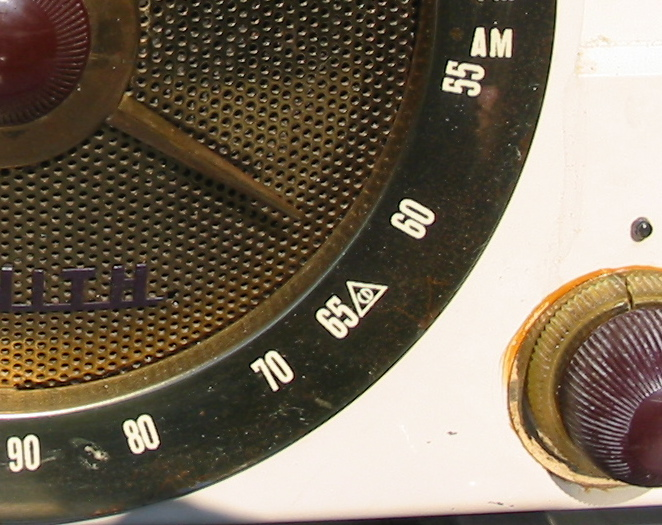
Marcas de triángulo en los diales de las radios vendidas en los Estados Unidos para las frecuencias 640 y 1240 kHz

Antes de 1951, no había manera de que el gobierno de los Estados Unidos se comunicase con los ciudadanos en caso de una emergencia/ataque nuclear. Aun así, las emisoras normalmente interrumpían la programación normal para emitir boletines de emergencia, como ocurrió durante el ataque a Pearl Harbor, el 7 de diciembre de 1941 y durante el primer aviso exitoso de tornado en 1948. Estos boletines fueron los precursores de CONELRAD.
El concepto CONELRAD fue originalmente conocido como Sistema de Estación Clave. Según un documento de la FCC creado durante la "Conferencia Técnica Informal de Gobierno-Industria" el 26 de marzo de 1951:
"La idea subyacente para alertar a las estaciones de emisión que actualmente se está considerando por el Grupo de Estudio de la FCC, se conoce como Sistema de Estación Clave(Key Station System).El acuerdo requiere de ciertos elementos telefónicos (línea privada o línea directa mediante una pasarela) entre los centros de control de defensa aérea(A.D.C.C.) y las estaciones de radio conocidas como "Estaciones base".
En algunos casos, se necesitarán circuitos telefónicos adicionales(línea directa a pasarelas), entre "estaciones base" y otras estaciones que se denominarán "estaciones repetidoras". Cada "Estación Base" que recibe una alerta o advertencia de la A.D.C.C. deberá transmitir un mensaje predeterminado y también retransmitirá el mensaje por teléfono a todas las "Estaciones repetidoras" bajo su control según se defina. "CONELRAD fue introducido oficialmente el 10 de diciembre de 1951.

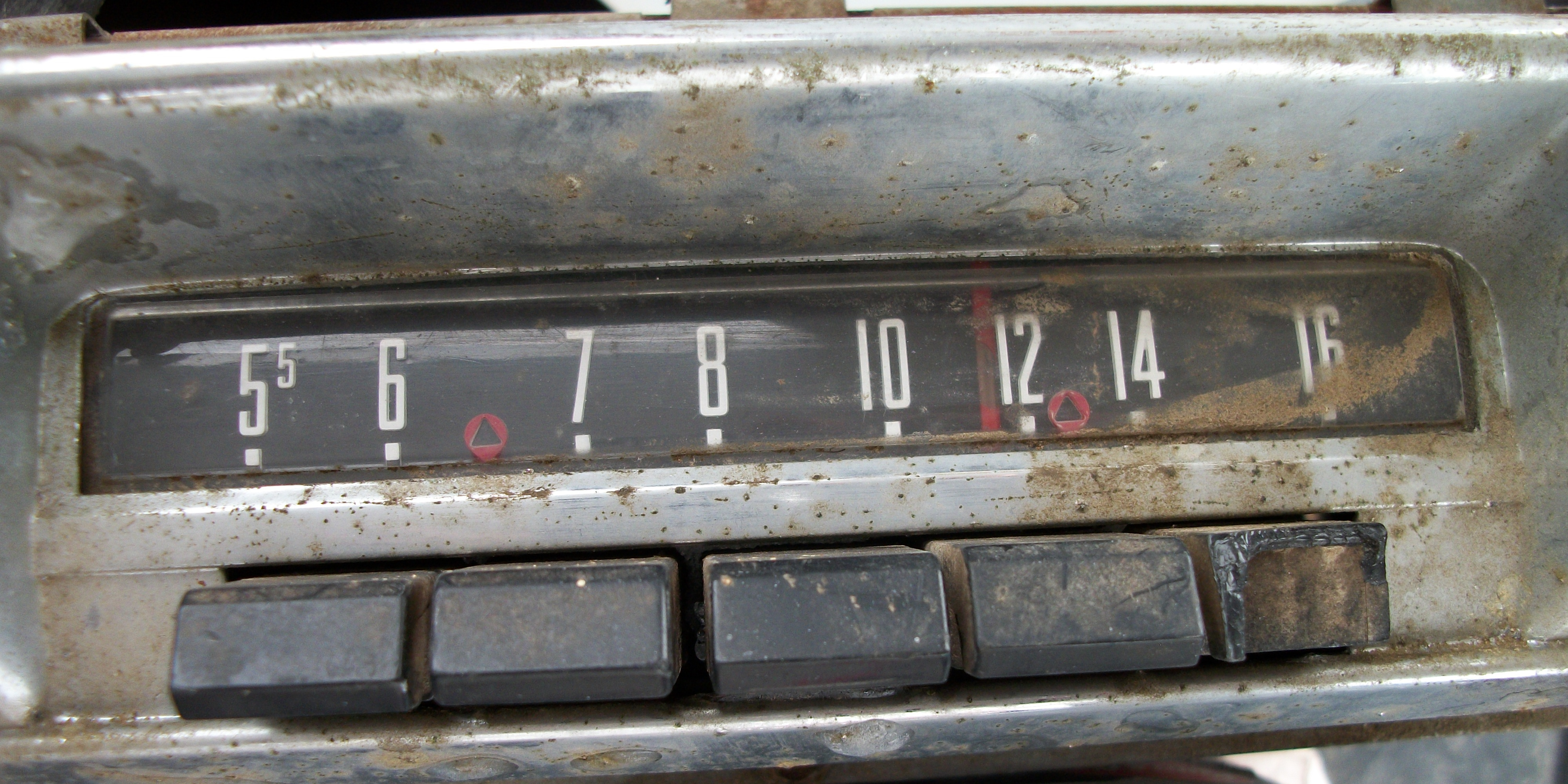
radio de automóvil con frecuencias CONELRAD marcadas en color rojo

En caso de una emergencia, todas las estaciones de televisión y radio FM de Estados Unidos tenían que dejar de transmitir. En caso de alerta, la mayoría de las estaciones de AM/onda media se cierran. Las estaciones que permanecían en el aire transmitirían en 640 o 1240 kHz. Transmitían durante varios minutos y luego salían del aire, haciéndose cargo otra estación de la misma frecuencia en una cadena circular. Esto se hacía así con el objeto de confundir a los aviones enemigos que podrían estar navegando usando la radiogoniometría. Por ley, los aparatos de radio fabricados entre 1953 y 1963 tenían estas dos frecuencias marcadas por el símbolo del triángulo en círculo ("CD Mark") de la Defensa Civil.
En este enlace podemos ver un monitor CONELRAD. Este tipo de monitores solía encontrarse en estaciones emisoras de radio o televisión y funcionaba 24 horas al días los 365 días del año. Cuando se detectaba una portadora en las frecuencias de 640 o 1240 kHz se disparaba la señal de alarma del monitor. Se podía entonces sintonizar el receptor en la frecuencia deseada para escuchar los mensajes de alerta.
A partir del 2 de enero de 1957, los radio aficionados quedaron bajo las normas de CONELRAD y estas estaciones debían asimismo de dejar de transmitir si las emisoras de radio comerciales salían del aire/dejaban de emitir debido a una alerta. Varias compañías comercializaron receptores especiales que monitorizaban las emisoras locales, emitíendo una alarma y desactivando automáticamente el transmisor del aficionado cuando la emisora dejaba de emitir.

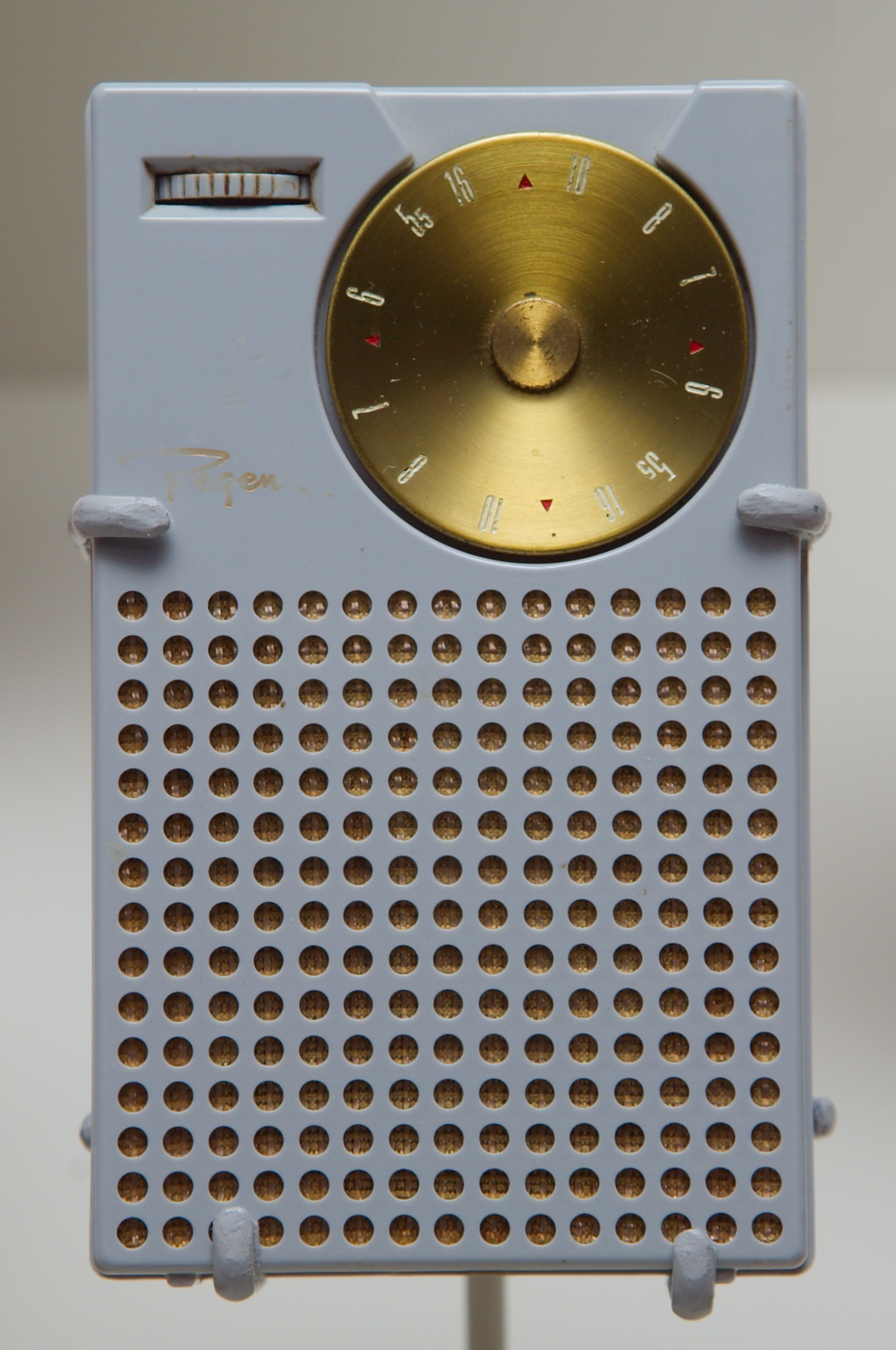
Primer transistor comercial con frecuencias marcadas en rojo

En un artículo de la revista Time presentado en el número correspondiente a noviembre de 1960, el autor detalla por qué el sistema de alerta consistente en sirenas de defensa civil localizadas y el sistema de alerta radioeléctrica CONELRAD era "en esencia ineficaz". La alternativa del autor abogaba por el National Emergency Alarm Repeater como solución, puesto que no necesitaba una radio o televisión encendida y apagada para advertir a los ciudadanos, ni una sirena en las proximidades.

## EBS
Este sistema era la evolución lógica de CONELRAD, pues este tenía varios fallos de diseño, entre otros el hecho de que las estaciones emisoras se encontraban demasiado cerca, lo cual hacia que cambiar de una a otra emisora fuera en realidad poco práctico. EBS pudo aprovechar los receptores CONELRAD ya que estos podían detectar la ausencia de portadora, lo cual hacia disparar la alarma en el receptor. 
Para alertar al público y a otras estaciones "aguas abajo", simplemente se emitía una secuencia de apagado de la estación emisora durante cinco segundos, voviendo al aire durante otros cinco segundos, apagar nuevamente durante cinco segundos, volver al aire nuevamente(durante 5 segundos), y luego transmitir un tono de 1 kHz durante 15 segundos, emitiéndose a continuación el mensaje al público acerca de lo que estaba ocurriendo. 
Aunque el método para iniciar todo el proceso (encender y apagar el emisor/la emisión) era sencillo, también era propenso a numerosas falsas alarmas, especialmente durante las tormentas eléctricas.  Los transmisores se podían dañar por el apagado y encendido rápido. La conmutación se conoció informalmente como "EBS Stress Test" (debido a muchos transmisores que fallaban durante las pruebas) y finalmente se interrumpió cuando la tecnología de difusión avanzó lo suficiente como para hacer esto innecesario. En este tiempo se dieron situaciones bastante confusas, como la que se vivió el 20 de febrero de 1971, momento en que se comprobaban las estaciones emisoras y se procedió a emitir una falsa alarma desde el NORAD. Muchas de las estaciones que recibieron la alarma la ignoraron por completo mientras que en otras sencillamente no se sabía que medidas tomar.